# Olga von Ungern-Sternberg
Olga von Ungern-Sternberg (geboren am 24. November 1895 als Olga Hedwig Paula Ida Thümmel in Berlin-Lichterfelde; gestorben am 22. November 1997 in Bochum) war eine deutsche Ärztin, Psychotherapeutin und Pionierin der psychologischen Astrologie.

## Leben
Olga wurde als Tochter des preußischen Offiziers Walter Erich Thümmel in Groß-Lichterfelde geboren. Ihre Mutter war eine Edle von Graeve, ausgebildete Pianistin und Konzertsängerin. 1900 wurde der Vater als Major und Kommandant eines Bataillons versetzt und zog mit der Familie nach Mainz. Olga wuchs im Milieu der Offiziersfamilien auf, die Mutter sorgte für eine musische Ausbildung. Sie machte Ostern 1914 ihr Abitur und ging als Austauschschülerin nach England, musste jedoch bei Kriegsbeginn vorzeitig zurückkehren. Ihr Vater fiel im August in Belgien.
Nach einer Pflegeausbildung arbeitete sie als Rotkreuz-Schwester in einem Mainzer Lazarett. 1916 begann sie als eine der ersten Frauen in Deutschland ein Medizinstudium in Frankfurt. In den Semesterferien arbeitete sie im Lazarett. 1920 schloss sie in Marburg mit dem Staatsexamen ab und promovierte wenige Monate später mit Auszeichnung. In dieser Zeit fiel eine kurze Ehe mit einem Kollegen. Nach dem Studium arbeitete sie ein Jahr in der psychiatrischen Universitätsklinik in München und absolvierte dort bei Viktor Emil von Gebsattel eine Ausbildung zur Psychotherapeutin. Danach arbeitete sie als Ärztin in der Universitäts-Nervenklinik Gießen. Ab 1923 hatte sie eine Praxis als Psychotherapeutin in Bad Kissingen.
1923 heiratete sie den Freiherrn Otto von Ungern-Sternberg. Bereits im Mai 1922 hatte sie den letzten Vortrag von Rudolf Steiner in München gehört. 1923 lernte sie Hermann Graf Keyserling kennen. In dessen „Schule der Weisheit“ in Darmstadt begegnete sie C.G. Jung, Richard Wilhelm, Leo Frobenius, Hans Driesch und dem Arzt und Psychotherapeuten Georg Groddeck. Aus einer intensiven Auseinandersetzung mit Psychoanalyse und Astrologie entwickelte sie die Grundlagen einer psychologischen Astrologie.
1929 eröffnete sie eine kassenärztliche Praxis in Leipzig. 1930 wurde ihr Sohn Manfred geboren. Er leitete in Detmold ein psychotherapeutisches Institut und bildete junge Ärzte aus.
Über die von Hans Wapler geleitete Leipziger homöopathische Poliklinik kam sie mit homöopathischer und anthroposophischer Medizin in Berührung und setzte sie in ihrer Praxis ein. 1935 wurde die Anthroposophische Gesellschaft verboten, ab 1941 war die Ausübung der Astrologie nur im Geheimen möglich. Sie konnte viele ihrer jüdischen Patienten vor einer Deportation nach Theresienstadt bewahren. Nach dem Krieg betreute Ungern-Sternberg neben ihrer Praxis ein Flüchtlingslager. In der DDR wurde ihre Arbeit durch die Gesetzgebung behindert, anthroposophische und homöopathische Heilmittel waren nicht oder nur sehr eingeschränkt zugelassen. 1954 starb ihr Mann Otto von Ungern-Sternberg. 1955 verließ sie die DDR und ließ sich als praktische Ärztin in Bochum nieder.
Auf Schloss Elmau lernte sie 1965 den Religionsphilosophen Herman Weidelener kennen, der sie zu Vorträgen auf Schloss Weidenkam einlud. Daraus entstand eine über 20-jährige Vortragstätigkeit. Auch in ihrer Praxis in Bochum veranstaltete sie regelmäßige Vortragsabende. Ungern-Sternberg verknüpfte Astrologie, Mythologie und Psychologie und entwickelte in ihren letzten Veröffentlichungen eine astropsychologische Deutung der Taten des Herakles und der Gralslegende.
Ihren Beruf als Ärztin übte sie bis zu ihrem 94. Lebensjahr aus und feierte 1995 in geistiger Frische mit einem großen Kreis von Freunden ihren 100. Geburtstag.

## Werke

### Astrologie
- Der freie Mensch im Weltall in: Graf Hermann Keyserling (Hrsg.): Gesetz und Freiheit. Veröffentlichung der Schule der Weisheit. O. Reichl,  Darmstadt 1926, S. 269 ff.
- Die inner-seelische Erfahrungswelt am Bilde der Astrologie. Meyersche Hofbuchhandlung, Detmold 1928. Neuauflage: Spieth, Stuttgart 1975, ISBN 3-88093-002-3.
- Die Planeten als innerseelische Mächte. In: Reinhold und Baldur R. Ebertin (Hrsg.): Ebertin kosmobiologisches Jahrbuch. Ondertitel 46, Ebertin-Verlag, Aalen 1975.
- Grundlagen kosmischen Ichbewußtseins. Die seelengestaltende Macht des Tierkreises im Heraklesmythos. Aurum-Verlag, Freiburg (Br.) 1977, ISBN 3-591-08044-6. Neuauflage: Die Sternenschrift im Heraklesmythos. Novalis, Schaffhausen 1989, ISBN 3-7314-0599-4.
- Die Sternenschrift im Gralsgeschehen. Vorträge zur Gralsgeschichte. Hermetika-Verlag, Kinsau 1984, ISBN 3-925051-00-7.